# Altblokfluit
De altblokfluit is een type blokfluit.
Deze heeft dezelfde vorm als een sopraanblokfluit, alleen is de altblokfluit langer en heeft hij een grotere diameter. De altblokfluit produceert een lager geluid dan de sopraanblokfluit. Nog lager geluid wordt geproduceerd door de tenorblokfluit.
De altblokfluit is een niet-transponerend instrument maar staat in feite wel in F, dat wil zeggen een kwint lager dan de sopraanblokfluit (in C); met andere woorden: het is de bespeler die transponeert en niet de partituur, in tegenstelling tot de gebruikelijke praktijk bij bijvoorbeeld de diverse saxofoons.
Voor volwassen handen is de altblokfluit makkelijk te bespelen. Het onderhoud is hetzelfde als de sopraanblokfluit. Vanwege de grotere mogelijkheden wordt een altblokfluit meer gebruikt dan de sopraan.